# 軽自動車検査協会
軽自動車検査協会（けいじどうしゃけんさきょうかい、英文名称：Light Motor Vehicle Inspection Organization）は、国に代わって二輪の軽自動車（軽二輪）を除く軽自動車の検査事務等を行う機関として道路運送車両法に基づき、1972年（昭和47年）に運輸大臣の認可法人（1987年（昭和62年）に経営の自立化及び活性化を図るため特別民間法人となる）として設立され、現在は全国87箇所の事務所・支所において検査事務等を行っている。
また、2002年（平成14年）9月1日からは、軽自動車用字光式ナンバープレートを導入したり、2005年（平成17年）1月4日からは、軽自動車希望ナンバー制を導入したりしている。2006年（平成18年）10月10日からは、新しい地域表示ナンバー「ご当地ナンバー」プレートの導入を開始した。

## 概要
- 本部 - 〒160-0023 東京都新宿区西新宿3-2-11 新宿三井ビル2号館15階
- 設立 - 1972年8月22日（設立認可）
- 理事長 - 清谷　伸吾